# أراليا كاليفورنية

أراليا كاليفورنية (الاسم العلمي:Aralia californica) هو نوع من النباتات يتبع جنس الأراليا من الفصيلة الأرالية.